# Вила Кастилия
Вила „Кастилия“ (Villa Castiglia), известна още като Ла Кастилия, е историческа сграда в град Ивреа, Пиемонт, Северна Италия.

## История
Мястото, където се намира вилата днес, преди това е било заето от крепост, построена през 1544 г. точно извън стените от испанеца Кристофоро Моралес, губернатор на града. Всъщност той е искал да защити града от възможни други атаки на французите след отблъскването на първата обсада на града през 1544 г., водена от Гуидо Гифрe, лейтенант на краля на Франция. Говори се, че Моралес е дал името на крепостта „Кастилия" в знак на почит към родината си.
Крепостта е разрушена през февруари 1801 г. от французите на Наполеон Бонапарт след влизането им в града, което се състои на 22 май 1800 г. Впоследствие Сестрите на милосърдието на Непорочното зачатие от Ивреа построяват там свой манастир и частно училище, действащо до края на 20 век, което запазва името на предишната крепост. След закриването на училището сградата е изоставена. Имотът е пуснат на пазара през 2017 г. за 3 млн. и 200 хил. евро.

## Описание
Вилата е с еклектичен стил с неоготическо вдъхновение. Изпъкват детайли като гибелинските бойници, малката кула на върха и сводестите прозорци на втория етаж и прозорците със заострени арки на втория етаж. Тялото на сградата се състои от три основни крила: едното от тях е представено от параклис, докато останалите две някога са били заети едната от старата резиденция на монахините, а другата – от класните стаи на старото училище.
Имотът стои на върха на хълм на кратко разстояние от центъра на града и е заобиколен от огромен парк от вековни дървета, в който се помещава и старата къща на фермера на имението.